# Закон спадного попиту

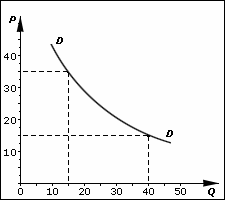
Закон попиту

Закон падаючого попиту — якщо ціни на товари ростуть, то попит зменшується.
Тому виробники, що вирішили сьогодні виготовити товарів для ринку більше, ніж вчора, повинні знати що збільшена кількість товарів може бути продана тільки за нижчою ціною.
Кількість куплених товарів залежить від ціни, а також від середнього доходу покупців, розмірів ринку, ціни і корисності інших товарів, зокрема товарів-замінників, суб'єктивних смаків і переваг покупців.
Крива попиту час від часу рухається. Причина такого стану криється у нецінових факторах.